# NGC 2576
NGC 2576 je galaksija u zviježđu Raku.

## Vanjske poveznice
- SEDS: NGC 2576